# Ритм в изобразительном и декоративно-прикладном искусстве
Ритм в изобразительном и декоративно-прикладном искусстве — способ эстетической организации (гармонизации) формы и художественно-образной выразительности в изобразительном и декоративно-прикладном искусстве, основанный на «присущих природе временных и пространственных закономерностях и взаимосвязях».
В природе повторяемость, чередование каких-либо явлений, происходящее с определённой последовательностью — всеобщее свойство, универсальная закономерность организации материи, в том числе живых организмов, «биологические часы» жизнедеятельности человека. Природа живет по законам ритма: ритмично движение планет, ритмично дыхание, ритмично бьется наше сердце; это явление связано с асимметрией гравитационного пространства и законом энтропии.
Понятие ритма неотрывно от метра. Под «метрическим порядком» расположения каких-либо элементов понимают их равномерную последовательность; ритмические структуры основаны на неравномерных рядах, различных интервалах, чередовании акцентов и пауз. Отсюда следует определение ритма в музыке: «последовательность длительностей, образуемая чередованием акцентов и пауз». В философском смысле взаимодействие ритма и метра отражает «универсальный закон развития мироздания» и представляет собой «развёрнутую во времени бинарную оппозицию». Пространственно-временная сущность феномена ритма определяет его главное свойство во всех видах «визуальных искусств»: динамичность, подвижность, ощущение моторности, зрительного движения.
Это свойство метро-ритмических структур было осознано еще в античной эстетике: греч. metron — мера, измерение; phythmos — движение, течение, то же, что позднейшее «рифма». Метр является структурной основой любой ритмической конструкции. Так в античной архитектуре важное значение имело соотношение понятий ритм и эвритмия. Древнеримский зодчий Витрувий в трактате «Десять книг об архитектуре» (18—16 гг. до н. э.) под симметрией понимал «простую соразмерность», или метрическую норму, а под пропорциями — эвритмию, ритмическую, или динамическую, организацию элементов композиции. Он определил этим понятием «видимую соразмерность».
Эвритмия (греч. eurhythmia — стройность, устойчивость, повторяемость) — категория древнегреческой эстетики. Этот термин, введенный Аристотелем (384—322 гг. до н. э.), обозначал качество, которое позднее стали именовать словом «гармония» (согласие, созвучие, совершенная целостность). Эвритмия, таким образом, представляет собой наиболее общее понятие, это «приятная внешность и подобающий вид» (лат. venusta species et commoduscue aspectus). Следовательно, опираясь на исторически сложившиеся категории, можно сформулировать следующие пары понятий:
- симметрия — асимметрия;
- метр — ритм;
- размеренность — направленность;
- отношения — пропорции;
- статичность — динамичность.

Эвритмический тип гармоничных отношений, или пропорций, в практике античной архитектуры связывали с динамическими свойствами наклонных и диагональных линий; вертикаль и горизонталь соотносили с симметрией.
В античном искусстве существовали две концепции «красоты формы», условно называемые «симметрической» и «эвритмической». Позднее два полюса формальной организации художественного произведения получили идеологическое содержание, их стали различать как «классическое» и «современное». Применительно к новейшей эстетике можно сказать, что эвритмия — это не просто гармоничные отношения частей формы, а более сложная целостность, включающая рациональные и иррациональные свойства, зрительное, или пластическое, движение и экспрессивную выразительность.
Соответственно симметрия и метрический порядок элементов служат формальной основой эстетической организации (гармонизации) формы, а асимметрия и ритм — художественно-образной выразительности. Причем те и другие сочетаются и порождают смешанные формы и сложные метроритмические и симметрично-асимметричные структуры. Усиление ритмики, акцентация определенных долей такта, движения, если они совпадают с биологическим ритмом человека, создают психологический эффект усиления и облегчения действия, что и оценивается положительно в эстетическом отношении. Классическая работа, раскрывающая эстетические аспекты ритмической основы трудовых процессов, — книга К. Бюхера «Работа и ритм» (1896).
Названные закономерности в первую очередь объясняют происхождение орнамента. Эстетические свойства и символические значения метра и ритма объединяются в размеренности и направленности зрительного (пластического) движения формы. В искусстве классического орнамента такими свойствами обладает древнегреческий меандр: его элементы вписываются в метрическую сетку, но представляют собой несколько удлиненные, так называемые неравносторонние, или «живые», квадраты, а их рисунок имеет ярко выраженную направленность. Отсюда впечатление непрерывного однонаправленного (обычно слева направо) движения (греч. maiandros, лат. meatus — движение, течение).
Это свойство меандра объясняет также наиболее распространенную версию происхождения слова: от названия реки Меандрос в Малой Азии (ныне Большой Мендерес в Турции), обладающей извилистым руслом.
Изобретение гончарного круга около 3700 г. до н. э. позволило выработать технические приемы декорирования керамических сосудов на вращающемся столе. Поворачивая сосуд, мастер делил горизонтальные пояса декора на равные доли, а движение по кругу подсказывало элементы, обладающие асимметрией, направленностью в сторону движения.
Иконография меандра связана с эстетическим осмыслением физического движения и, в частности, освоения технологии изготовления керамических сосудов на гончарном круге. Вращая сосуд на гончарном столе, мастер делил горизонтальные полосы декора на равные доли, а движение по кругу подсказывало направленность и ритм. «Шаг» орнамента — расстояние между соседними элементами — называют интервалом. Главное свойство орнамента заключается в моторности, динамичности и бесконечности вариационного развития. Так, например, наложение двух меандров с ритмическим сдвигом «на один шаг» образует в пересечении каждого элемента крест-свастику.
В античном искусстве использовали канонические интервалы: равный (1:1), двойной (1:2), полуторный (2:3), эпитрит (3:4), дохмий (3:5), пентаметр (1:5). Таковы традиционные мотивы «шествия зверей», или «звериного гона».
При возникновении нескольких осей симметрии на неограниченных поверхностях метро-ритмические закономерности построения орнамента становятся сложнее. Сочетание горизонтальных поясов и вертикалей и соответственно нескольких осей симметрии создает метрическую сетку, называемую раппо́ртом (фр. rapport — ответ, отклик). В орнаменте раппорта чередование фигур происходит не в одном, а в нескольких направлениях: вертикальном, горизонтальном и диагональных. Такой тип орнаментальных построений характерен для декорирования тканей, обоев, полов (паркетри). Точки пересечения осей акцентируются в ритмическом (неравномерном) порядке, что в целом рождает «зрительную пульсацию».
Ритмический порядок элементов может быть простым или сложным, многомерным. Оценки мерности, закономерности последовательности изобразительных элементов и отношений величин зависят от масштаба, пропорций и направленности формы. Все вместе создает гармонию. Ритм в изобразительном искусстве называют «жизнью формы», именно он создает наполненное объемами изобразительное пространство, преобразуя в процессе зрительного восприятия ритмические отношения величин в концептуальное пространство-время. Наилучший пример — фреска Рафаэля «Афинская школа» в Ватиканских станцах. В композиции фрески фигуры сгруппированы таким образом, что их асимметричная ритмика уравновешена и поэтому согласована с форматом картины и ее архитектурным фоном.